# Nathan Juran
Naftuli Hertz "Nathan" Juran (Gura Humorului, Imperi Austrohongarès, actual Romania,1 de setembre de 1907 - Palos Verdes, Califòrnia, 23 d'octubre de 2002) va ser un director artístic cinematogràfic estatunidenc d'origen austrohongarès que es va formar i va treballar inicialment com arquitecte, i més tard va ser director de cinema i televisió. Com a director artístic, va guanyar l'Oscar a la millor direcció artística el 1942 per Que verda era la meva vall, juntament amb Richard Day i Thomas Little. El seu treball a The Razor's Edge el 1946 també va rebre una nominació a l'Acadèmia. A la dècada de 1950, va començar a dirigir, i va ser conegut per pel·lícules de ciència-ficció i fantasia com Attack of the 50 Foot Woman. Era germà del guru de la qualitat Joseph M. Juran.

## Vida i carrera

### Joventut
Juran va néixer en una família jueva a Gura Humorului, Imperi Austrohongarès, avui dia a Romania.
El 1912 va emigrar a Amèrica amb la seva família, establint-se a Minneapolis. Va obtenir una llicenciatura en Arquitectura per la Universitat de Minnesota. També va passar un estiu estudiant a l'École des Beaux-Arts a París abans d'obtenir un màster en Arquitectura per l'Institut Tecnològic de Massachusetts. Va aprovar l'examen d'arquitecte i va muntar el seu propi estudi d'arquitectura.

### Departament artístic
Amb la indústria de la construcció aturada a causa de la Gran Depressió, Juran es va traslladar a Los Angeles. Va buscar feina d'arquitectura als estudis cinematogràfics de la ciutat i va aconseguir una feina per fer un dibuix del pont de Brooklyn per a RKO Radio Pictures. Va aconseguir llavors un contracte fix com a dibuixant al departament d'art i va ser ajudant de direcció d'art a Olívia ("Quality Street", 1937).
Juran es va traslladar més tard a la Metro-Goldwyn-Mayer, on va ajudar a dissenyar el dormitori de Julieta a Romeo and Juliet (1936). Després es va unir a la 20th Century Fox, ajudant al cap del departament d'art Richard Day a Que verda era la meva vall ("How Green Was My Valley", 1941).
A Fox li va agradar el seu treball i el va contractar. Els seus primers crèdits com a director artístic van ser el 1941 i inclouen Charley's American Aunt i Belle Starr, i ell i Day van guanyar aquell mateix any un Oscar pel seu treball a Que verda era la meva vall .
Juran també va treballar a I Wake Up Screaming (1941), A Gentleman at Heart (1942), Ten Gentlemen from West Point (1942), The Loves of Edgar Allan Poe (1942), Dr. Renault's Secret (1942), It's Everybody's War (1942, un curt), i That Other Woman (1942).
Juran es va allistar el juliol de 1942 a la Marina per intervenir a la Segona Guerra Mundial i va ser assignat primer a l'Oficina de Serveis Estratègics i després al Centre d'Intel·ligència de la Royal Air Force.
Després de la guerra, Juran va tornar a Fox, guanyant una nominació a l'Oscar pel seu treball a The Razor's Edge (1946).
Juran va acceptar un contracte de set anys per ser el cap del departament d'art d'Enterprise Productions. Mentre allà va ser acreditat a L'altre amor ("The Other Love", 1947) i Cos i ànima ("Body and Soul", 1947). Quan l'Enterprise es va ensorrar, Juran havia fet Sang a les mans ("Kiss the Blood Off My Hands", 1948) per a Harold Hecht i Tulsa (1948) per a Walter Wanger.

### Universal
Aleshores, Juran va signar un contracte a llarg termini amb Universal, on va ser el director artístic de Free for All (1949), Undertow (1949), Winchester '73 (1950), Deported (1950), Harvey (1950), Bright Victory (1950). 1951), Thunder on the Hill (1951), Reunion in Reno (1951), Cave of Outlaws (1951), The Strange Door (1951), Meet Danny Wilson (1951), Bend of the River (1952) i Frontera oberta ("Untamed Frontier", 1952).

## Director
Juran estava assignat com a cap del departament d'art de The Black Castle (1952) quan el director Joseph Pevney va abandonar el projecte poc abans del rodatge. Se li va demanar a Juran que assumís el càrrec de director dues setmanes abans d'iniciar la filmació.
A Universal van quedar contents amb el treball de Juran i li van proposar un contracte de direcció d'un any. Va fer els westerns Gunsmoke (1952) amb Audie Murphy, i Law and Order (1953) amb Ronald Reagan. Després va fer The Golden Blade (1953), amb Rock Hudson i Tumbleweed (1953), també amb Murphy.
Juran va anar a Itàlia l'any 1954 per dirigir la pel·li d'espadatxins Knights of the Queen (1954), basada en Els tres mosqueters. Després va dirigir alguns capítols d'una sèrie de televisió basada en la pel·lícula.
Juran va tornar a Hollywood per dirigir una pel·lícula independent, Highway Dragnet (1954) basada en una història de Roger Corman. Després de The Big Moment (1954) a Paramount, va tornar a Universal per fer Drums Across the River (1954) amb Murphy.
Juran va dirigir episodis de Fury (1954), Crossroads(1955) i My Friend Flicka a la televisió i The Crooked Web (1955) per a Sam Katzman a Columbia.

### Ciència-ficció i fantasia
La primera pel·lícula de ciència-ficció de Juran va ser The Deadly Mantis (1957) a Universal. Va seguir amb Els gats salvatges de l'armada ("Hellcats of the Navy", 1957) protagonitzada per Ronald Reagan i la seva dona (que va ser anunciada com a Nancy Davis). Va ser la seva primera pel·lícula per al productor Charles H. Schneer. Schneer va contractar Juran per a A 20 milions de milles de la terra ("20 Million Miles to Earth", 1957) amb efectes especials de Ray Harryhausen. Aquesta pel·lícula va establir Juran en els gèneres cinematogràfics de ciència-ficció i fantasia.
Schneer el va contractar per fer una altra pel·lícula amb Harryhausen, Simbad i la princesa ("The 7th Voyage of Sinbad", 1957). Va ser un èxit comercial i de crítica. En lloc de continuar amb les produccions de primera línia (anomenades A al sector), va acceptar dos treballs de série B "per diners", segons les seves pròpies paraules: The Brain from Planet Arous (1957) i després Attack of the 50 Foot Woman (1958). Tots dos films es van convertir en clàssics de culte. Com que n  va quedar content de com va resultar Arous va demanr que el nom del director fos un fictici "Nathan Hertz".
Juran va fer un western per a Schneer, Bon dia per a un penjament ("Good Day for a Hanging", 1958) i, per a televisió, episodis de Frances Langford Presents, World of Giants i Men Into Space (1960).
Juran va tornar als films amb una pel·lícula que va escriure ell mateix, Jack the Giant Killer (1962) per al productor Edward Small. Després va fer Flight of the Lost Balloon (1961), que es va estrenar primer, una aventura molt influenciada per Jules Verne, que va coescriure i dirigir. Durant aquesta època va proporcionar les històries, però no va dirigir, Doctor Blood's Coffin (1961) i Boy Who Caught a Crook (1961) i va escriure un esborrany de Son of Captain Blood, una coproducció americana, italiana i espanyola.
Juran va fer de director de segona unitat a Motí a la Bounty ("Mutiny on the Bounty", 1962) de MGM. Schneer va contractar-lo per dirigir Siege of the Saxons (1963) i First Men in the Moon (1964), basat en la novel·la de H.G. Wells amb efectes de Harryhausen. Va fer una aventura per a Schneer, East of Sudan (1964) i va dirigir la segona unitat a Cyrano et d'Artagnan (1964).

## Televisió
Juran es va dedicar a la televisió a partir del 1959. Va dirigir episodis de A Man Called Shenandoah i Daniel Boone, i episodis de les quatre sèries de ciència-ficció dels anys 60 d'Irwin Allen Voyage to the Bottom of the Sea, Lost in Space, The Time Tunnel i Land of the Giants .

## Últimes pel·lícules i retorn a l'arquitectura
Va fer un llargmetratge per a Schneer, Land Raiders (1970), un western, abans que una operació de càncer el portés a retirar-se el 1970. Juran va tornar de la seva jubilació per dirigir The Boy Who Cried Werewolf (1973) amb la seva antiga estrella de Sinbad, Kerwin Mathews. Després va tornar a la seva primera carrera, l'arquitectura.
L'any 1999, va ser guardonat amb el premi a la carrera de tota la vida de l'Acadèmia de pel·lícules de ciència-ficció, fantasia i terror dels EUA.
Va morir als 95 anys a Califòrnia.

## Filmografia parcial
Director artístic
- Ten Gentlemen from West Point (1942)
- The Loves of Edgar Allan Poe (1942)
- The Razor's Edge (1946)
- L'altre amor (The Other Love, 1947)
- Tulsa (1947)
- Undertow (1949)
- The Strange Door (1951)
- Meet Danny Wilson (1951)
- Frontera oberta (Untamed Frontier, 1952)

Director
- The Black Castle (1952)
- Law and Order (1953)
- Gunsmoke (1953)
- The Golden Blade (1953)
- Tumbleweed (1953)
- Drums Across the River (1954)
- Highway Dragnet (1954)
- The Crooked Web (1955)
- The Deadly Mantis (1957)
- A 20 milions de milles de la terra (20 Million Miles to Earth, 1957)
- Els gats salvatges de l'armada (Hellcats of the Navy, 1957)
- The Brain from Planet Arous (1957)
- Simbad i la princesa (The 7th Voyage of Sinbad, 1958)
- Attack of the 50 Foot Woman (1958)
- Bon dia per a un penjament (Good Day for a Hanging, 1959)
- Flight of the Lost Balloon (1961)
- Boy Who Caught a Crook (1961)
- Jack the Giant Killer (1962)
- Siege of the Saxons (1963)
- First Men in the Moon (1964)
- East of Sudan (1964)
- Land Raiders (1970)
- The Boy Who Cried Werewolf (1973)